# Kanton Épinal-Ouest
Der Kanton Épinal-Ouest war von 1973 bis 2015 ein französischer Wahlkreis im Arrondissement Épinal, im Département Vosges und in der Region Lothringen; sein Hauptort war Épinal.

## Lage
Der Kanton lag im Zentrum des Départements Vosges. 

Lage des Kantons Épinal-Ouest innerhalb des Arrondissements Épinal
Lage des Kantons Épinal-Ouest innerhalb des Départements Vosges

## Gemeinden
Der Kanton bestand aus elf Gemeinden und einem Teil der Stadt Épinal (angegeben ist die Gesamtfläche und Gesamteinwohnerzahl der Stadt; im Kanton wohnten 13.900 Einwohner von Épinal):
| Gemeinde           | Einwohner Jahr | Fläche km² | Bevölkerungsdichte | Code INSEE | Postleitzahl |
| ------------------ | -------------- | ---------- | ------------------ | ---------- | ------------ |
| Chantraine         | 3.158 (2013)   | 6,2        | 509 Einw./km²      | 88087      | 88000        |
| Chaumousey         | 872 (2013)     | 8,71       | 100 Einw./km²      | 88098      | 88390        |
| Darnieulles        | 1.541 (2013)   | 10,1       | 153 Einw./km²      | 88126      | 88390        |
| Domèvre-sur-Avière | 393 (2013)     | 9,16       | 43 Einw./km²       | 88142      | 88390        |
| Dommartin-aux-Bois | 438 (2013)     | 15,7       | 28 Einw./km²       | 88147      | 88390        |
| Épinal             | 32.188 (2013)  | 59,24      | 543 Einw./km²      | 88160      | 88000        |
| Fomerey            | 150 (2013)     | 5,03       | 30 Einw./km²       | 88174      | 88390        |
| Les Forges         | 1.953 (2013)   | 7,14       | 274 Einw./km²      | 88178      | 88390        |
| Girancourt         | 899 (2013)     | 17,66      | 51 Einw./km²       | 88201      | 88390        |
| Golbey             | 8.436 (2013)   | 9,49       | 889 Einw./km²      | 88209      | 88190        |
| Renauvoid          | 116 (2013)     | 9,36       | 12 Einw./km²       | 88388      | 88390        |
| Sanchey            | 908 (2013)     | 5,51       | 165 Einw./km²      | 88439      | 88390        |
| Uxegney            | 2.296 (2013)   | 8,94       | 257 Einw./km²      | 88483      | 88390        |

## Bevölkerungsentwicklung
| 1990   | 1999   | 2006   | 2012   |
| ------ | ------ | ------ | ------ |
| 32.798 | 33.142 | 33.851 | 34.982 |